# Храм иконы Божией Матери «Всех скорбящих Радость» (Шарапово)
Храм иконы Божией Матери «Всех скорбящих Радость» поселка Шарапово (Скорбященская церковь погоста Николо-Бобровка) — приходской православный храм в городском округе Чехов, в селе Шарапово. Относится к Чеховскому благочинию Подольской епархии Русской православной церкви.
Является памятником архитектуры регионального значения.

## История
Основан не позднее XVI века. В 1627 году на погосте Бобровка был деревянный храм святителя Николая Мирликийского. В 1809 году деревянная церковь сгорела, вместо нее начали строить каменную, как гласит ревизская сказка 1811 года. На этот момент в погосте было 292 двора, в них 1213 мужских душ и 1286 женских.
В 1812 году Шарапово было разорено французами. 
Храм в честь иконы Божией Матери «Всех скорбящих Радость» был построен в 1815 году в благодарность Пресвятой Богородице за избавление от наполеоновских войск.
Колокольня и трапезная были построены позднее – во второй половине 19 века.  
В 1930-е храм был закрыт и вновь был открыт в 1995 году в сильно разрушенном состоянии.

## Настоятели храма
- Афанасий Дмитриев - до 1799[1]
- Иван Никифоров - отлучился в 1805 году "неизвестно куда"[1]

Новый храм:
- Симеон Федоров (ок. 1771-?) - в 1811[1], 1816[2], 1834[3]
- Алексей Ильин - 1811, до 1821[3]
- Дмитрий Васильев - с 1821 до 1829[3]
- Георгий Адрианов - с 1833, 1834[3]
- Николай Иоаннов - 1837[4]
- Иосиф Ильин Холмогоров (ок. 1828 - после 1888) - с 1851 до 1881[5]
- Сергей Михайлов Тверской [6]